# Rick Law
Rick Law (n. 15 de diciembre de 1969) es un ilustrador estadounidense. Realiza trabajo para los siguientes productores: Walt Disney Studios, Paramount Pictures, y MTV, entre otros.
En 1995 creó la serie cómica en blanco y negro de tema sobrenatural llamada Beyond the Veil (más allá del velo), tanto en su escritura como en su ilustración.